# Блёдниекс, Адолфс
Адолфс Блёдниекс (латыш. Ādolfs Bļodnieks; 7 августа 1889, Тукумс, Курляндская губерния — 21 марта 1962, Бруклин, Нью-Йорк) — президент министров Латвии (24 марта 1933 г. — 16 марта 1934 г). Участник революции 1905 года. Депутат Собрания Сатверсме. С 1921 по 1922 год издатель и редактор журнала «Jaunā Latvija». Основатель газеты «Latvija». Основатель партии Jaunsaimnieku partija. Один из основателей Латвийского коммерческого банка. Член правления Банка Латвии. Депутат II, III и IV Сеймов Латвии. Редактор журнала «Latvijas Brīvībai».